# Strongygaster argentinensis
Strongygaster argentinensis là một loài ruồi trong họ Tachinidae.